# Antón Shantyr
Antón Ígorievich Shantyr (en ruso: Антон Игоревич Шантырь; Budapest, Hungría, 25 de abril de 1974) es un deportista ruso que compitió en ciclismo en las modalidades de pista, especialista en la prueba de persecución por equipos, y ruta.
Participó en dos Juegos Olímpicos de Verano, en los años Atlanta 1996 y 2000, obteniendo una medalla de plata en Atlanta 1996 en la prueba de persecución por equipos (junto con Eduard Gritsun, Nikolai Kuznetsov y Alexei Markov).

## Medallero internacional
| Juegos Olímpicos | Juegos Olímpicos          | Juegos Olímpicos | Juegos Olímpicos        |
| Año              | Lugar                     | Medalla          | Competición             |
| ---------------- | ------------------------- | ---------------- | ----------------------- |
| 1996             | Atlanta ( Estados Unidos) | Medalla de plata | Persecución por equipos |